# Orrträsket (Hortlax socken, Norrbotten, 724154-176782)
Orrträsket är en sjö i Piteå kommun i Norrbotten och ingår i Rokån-Jävreåns kustområde.